# Katnachbjur (Aragacotn)
Katnachbjur – wieś w Armenii, w prowincji Aragacotn. W 2011 roku liczyła 1274 mieszkańców.